# بيريل
الزمرد المصري أو البَريل أو (نقحرة: بيريل) (Beryl) هو سيليكات الألمنيوم البريليوم وصيغته الكيميائية Be3Al2(SiO3)6. يمكن لبلورات النظام السداسي للبَريل أن تتراوح بين أحجام صغيرة جداً إلى أحجام تصل إلى عدة أمتار. البلورات الكاملة نادرة نسبياً. و البريل النقي هو عديم اللون، ولكنه في كثير من الأحيان تلونه الشوائب؛ الألوان التي يكتسبها تشمل الأخضر والأزرق والأصفر والأحمر والأبيض.

## ألوان البَريل

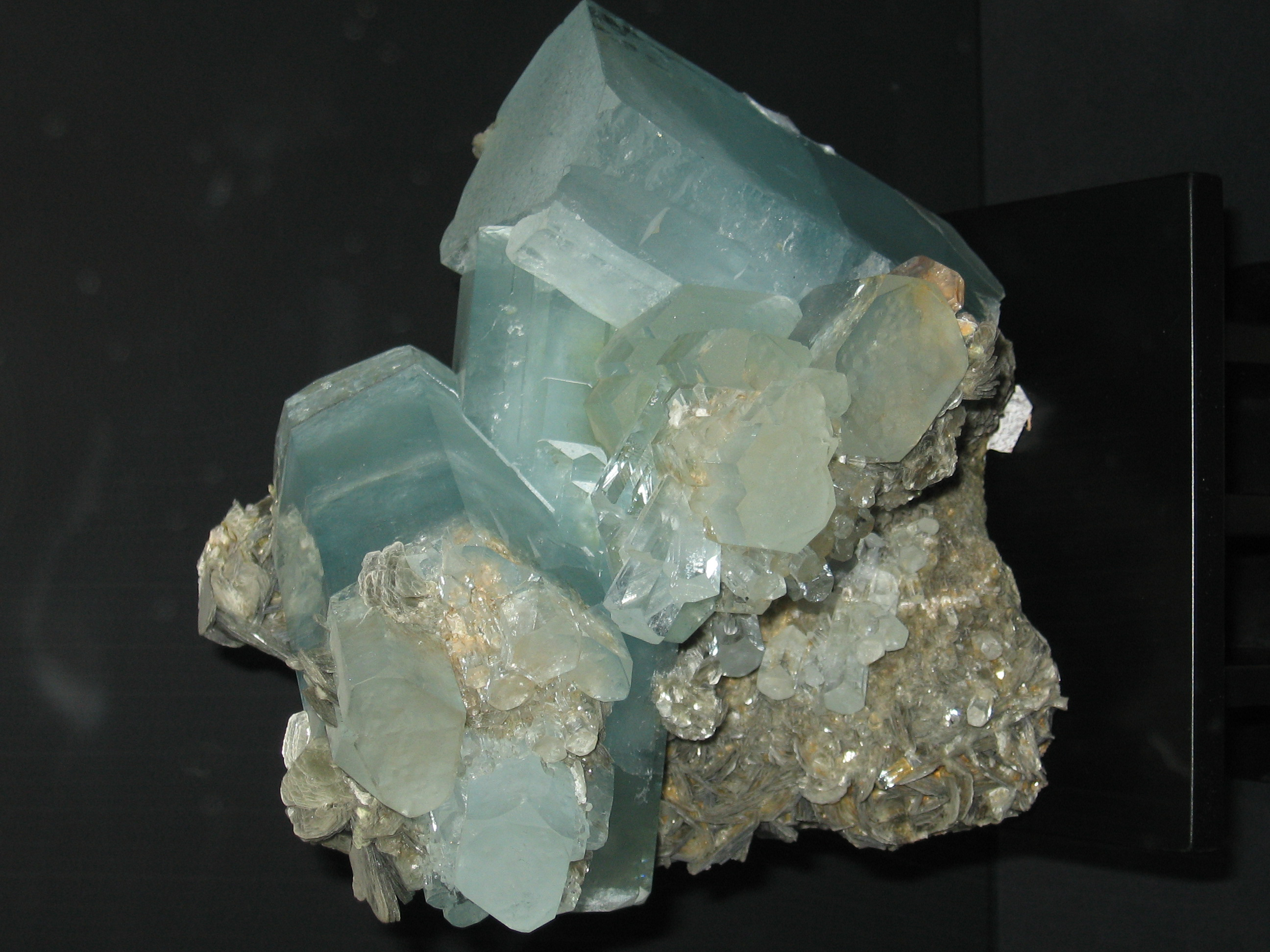
بيريل

في العادة، يمسى البَريل بالزمرد عندما يكون أخضر اللون، لكن يوجد ما يسمى بالبَريل الأخضر، ولا يسمى بالزمرد لإختلاف العنصر المسئول عن الإخضرار. البَريل الأزرق يمسى بأكوامارين, والوردي يسمى بالمورقانايت. يوجد البَريل بندرة شديدة باللون الأحمر، ويطلق عليه اسم البكسبايت.
أخضر (زمرد) ملون بالكروم3
الأخضر (الفاناديوم البريل) ، ملون بالفاناديوم3 - يُعرف أيضًا باسم الفاناديوم الزمرد
الأخضر (البريل الأخضر) ملون بالحديد 3 والحديد 2
أخضر / أصفر (عنابي) ، عامل تلوين غير معروف (على الأرجح الحديد)
أزرق (زبرجد) ملون بالحديد 2
أزرق (Maxixe) ملون بمراكز الألوان
أزرق (أزرق حقيقي) ، ملون بواسطة حديد 2 - الاسم التجاري للأكوامارين ذو المحتوى العالي من FeO
الوردي (المورجانيت) الملون بالمنجنيز 2
أحمر (بيكس بايت) ملون بالمنجنيز 3
أصفر (heliodor)، ملون بالحديد 3 حديد
عديم اللون (جوشينيت)

## وصلات خارجية
- Minerals.net
- معرض صور المعادن والأحجار الكريمة